# آبشار کیهول
آبشار کیهول (به انگلیسی: Keyhole Falls) آبشاری است که در ایالات متحده آمریکا واقع شده و ارتفاع کلی ریزشگاه آن ۷۵ فوت (۲۳ متر) است.